# Peter Blangé
Peter Blangè est un joueur de volley-ball néerlandais né le 9 décembre 1964 à Voorburg. Il mesure 2,05 m et jouait passeur. Il est actuellement le CT de l'èquipe des Pays-Bas.

## Clubs
| Club                | Pays      | De        | À         |
| ------------------- | --------- | --------- | --------- |
| Geové RZG Vrevok    | Pays-Bas  | 1999-2000 | 2000-2001 |
| Starlift Voorburg   | Pays-Bas  | 1979-1980 | 1985-1986 |
| Martinus Amstelveen | Pays-Bas  | 1986-1987 | 1987-1988 |
| Équipe des Pays-Bas | Pays-Bas  | 1988-1989 | 1989-1990 |
| Catane              | Italie    | 1990-1991 | 1990-1991 |
| Parme               | Italie    | 1991-1992 | 1995-1996 |
| Moerser SC          | Allemagne | 1996-1997 | 1996-1997 |
| Sisley Trévise      | Italie    | 1997-1998 | 1998-1999 |

## Palmarès
- En club :
  - Championnat d'Italie : 1992, 1993, 1998, 1999
  - Coppa Italia : 1992
  - Coupe de la CEV : 1992, 1995

- En équipe nationale des Pays-Bas
  - Jeux olympiques : 1996
  - Championnat d'Europe : 1997
  - Ligue mondiale : 1996